# Filipína Alžběta Orleánská
Filipína Alžběta Orleánská, známá jako Mademoiselle de Beaujolais (Filipína Alžběta Šarlota; 18. prosince 1714, Versailles – 21. května 1734, Bagnolet) se narodila jako pátá dcera orleánského vévody Filipa II. (v letech 1715 až 1723 regent Francie) a jeho manželky Františky Marie Bourbonské, nejmladší nemanželské dcery krále Ludvíka XIV. a jeho milenky Madame de Montespan. Jako členka vládnoucího rodu Bourbonů a Bourbon-Orléans byla Filipína Alžběta princeznou královské krve. V devatenácti letech zemřela na neštovice.

## Život
Filipína Alžběta se narodila na zámku Versailles jako pátá dcera svých rodičů. U dvora byla známá jako Mademoiselle de Beaujolais. Spolu se svou mladší sestrou Luisou Dianou vyrůstala v období Régence v klášteře. Jména dostala po svých prarodičích, po Filipovi I. Orleánském a Alžbětě Šarlotě Falcké.
Její babička z otcovy strany, Alžběta Šarlota Falcká, ji vroucně milovala a velmi se jí věnovala; každý den ji navštěvovala v Palais Royal. Babička ze strany matky, Madame de Montespan, zemřela v roce 1707, sedm let před Filipíniným narozením.

### Zasnoubení
Od roku 1715 byl její otec de facto vládcem Francie jako regent za dětského krále Ludvíka XV. V roce 1718 vypukla mezi Francií a Španělskem válka čtverné aliance. V roce 1720 chtěl španělský král Filip V. uzavřít mír prostřednictví tří sňatků; jeho dcera, infantka Mariana Viktorie, by se provdala za mladého francouzského krále Ludvíka XV. a jeho synové Ludvík a Karel by se oženili se dvěma regentovými dcerami. Filipína se měla provdat za infanta Karla, mladšího syna španělského krále.
Očekávalo se, že se mladý Karel stane vládcem Toskánska, zatímco jeho nevlastní bratr Ludvík, nejstarší králův syn, byl dědicem španělského trůnu. Filipínino věno činilo podobně jako u starší sestry, princezny z Asturie, 400.000 écu od francouzského krále, 40.000 od jejího otce a 50.000 ve špercích od krále Španělska. Věno zahrnovalo také mnoho darů od krále Ludvíka XV. Regent a vévoda ze Chartres odcestovali s Filipínou do Bourg-la-Reine, jako tomu bylo o rok dříve u Luisy Alžběty. Doprovázel ji také nevlastní bratr Jean Philippe d'Orléans.
Přijela do Buitrago del Lozoya, který byl den cesty od Madridu; tam se setkala s královskou rodinou, králem Filipem, královnou Alžbětou, svou sestrou, princem z Asturie a svým potenciálním manželem Karlem. Královna Alžběta později napsala regentovi a jeho manželce:

„Věřím, že nebudete znechuceni, když se dozvíte o jejím prvním rozhovoru s jejím malým manželem. Laskavě se objali a vzájemně políbili, zdá se mi, že se mu líbí. Od toho večera jsou jeden bez druhého neradi. Říká [Filipína Alžběta] stovky pěkných věcí; člověk by nevěřil věcem, které říká, ledaže by je již slyšel. Má mysl anděla a můj syn je moc šťastný, že ji má… Pověřila mě, abych vám řekla, že vás miluje celým svým srdcem a že je se svým manželem zcela spokojena.“ A orleánské vévodkyni píše: „Považuji ji za nejkrásnější a nejmilejší dítě na světě. Je to nejpříjemnější věc, jakou si lze představit, vidět ji s jejím malým manželem: jak se navzájem hladí a milují. Mají tisíce malých tajemství, která si navzájem říkají, a nemohou se na okamžik rozloučit.“

Vztah se sestrou, který nikdy nebyl dobrý, se ještě zhoršil kvůli Filipínině schopnosti získat si svou krásou a inteligencí pozornost celého španělského dvora; to se Luise Alžbětě nikdy nepodařilo. Filipínino zasnoubení s Karlem bylo později zrušeno a Luisa Alžběta ovdověla a tak se vrátily v roce 1728 do Francie.
Filipínin odchod ze Španělska byl vnímán jako smutná záležitost, na rozdíl od její starší sestry, která nabyla u dvora oblíbená. Královna vdova a Mademoiselle de Beaujolais dorazily na hranice Francie na úpatí Pyrenejí v Saint-Jean-Pied-de-Port. Cestovaly dál a navzdory tomu, co se očekávalo, nemohly dívky vstoupit do města Bayonne, protože jejich bratranec Louis Henri de Bourbon-Condé nedokázal vydat rozkazy na zajištění ubytování pro své mladší sestřenice. Jejich matky nařídila, aby jim byly zřízeny pokoje na zámku Vincennes, kam přijely v červnu.
Když se Filipínin bývalý snoubenec stal v roce 1731 parmským vévodou, doufala Filipína s matkou v obnovení zasnoubení. Filipínina matka se spřátelila s markýzem de Bissy, velvyslancem v Parmě. Informace, které orleánská vévodkyně vdova získala, mluvily o Karlově věrnosti a vážnosti, v jaké měl prsten od Filipíny. Na pobídku orleánské vévodkyně šel de Bissy sám ke Karlovi a zeptal se ho co si myslí o znovu spojení mladého páru. Nový parmský vévoda řekl, že se chce oženit s mladou Filipínou a řekl parmskému ministrovi, aby využil veškerá možná opatření k získání ruky jeho lásky. Ministr později řekl, že mu nemůže pomoci, dokud nebude mít souhlas ze Španělska.
V roce 1733 vypukla válka o polské následnictví, která znamenala změnu v mezinárodních vztazích. Tato válka později z Karla učinila krále Obojí Sicílie. Filipína se však dne, kdy se její láska stala králem, nedočkala; 21. května 1734 v matčině oblíbené residenci Château de Bagnolet, kde tiše žila, v devatenácti letech zemřela na neštovice. Následující den byla pohřbena v kostele Val-de-Grâce.

## Tituly a oslovení
- 18. prosince 1714 – 21. května 1734: Její Jasnost Mademoiselle de Beaujolais

## Vývod z předků
|                            |                                      |  |                          |                                    |  |  |  |  |  |  |  | Jindřich IV. Francouzský |
|                            |                                      |  |                          |                                    |  |  |  |  |  |  |  |                          |
|                            | Ludvík XIII.                         |  |                          |                                    |  |  |  |  |  |  |  |                          |
|                            |                                      |  |                          |                                    |  |  |  |  |  |  |  |                          |
|                            |                                      |  |                          | Marie Medicejská                   |  |  |  |  |  |  |  |                          |
|                            |                                      |  |                          |                                    |  |  |  |  |  |  |  |                          |
|                            | Filip I. Orleánský                   |  |                          |                                    |  |  |  |  |  |  |  |                          |
|                            |                                      |  |                          |                                    |  |  |  |  |  |  |  |                          |
|                            |                                      |  |                          | Filip III. Španělský               |  |  |  |  |  |  |  |                          |
|                            |                                      |  |                          |                                    |  |  |  |  |  |  |  |                          |
|                            | Anna Rakouská                        |  |                          |                                    |  |  |  |  |  |  |  |                          |
|                            |                                      |  |                          |                                    |  |  |  |  |  |  |  |                          |
|                            |                                      |  |                          | Markéta Habsburská                 |  |  |  |  |  |  |  |                          |
|                            |                                      |  |                          |                                    |  |  |  |  |  |  |  |                          |
|                            | Filip II. Orleánský                  |  |                          |                                    |  |  |  |  |  |  |  |                          |
|                            |                                      |  |                          |                                    |  |  |  |  |  |  |  |                          |
|                            |                                      |  |                          | Fridrich Falcký                    |  |  |  |  |  |  |  |                          |
|                            |                                      |  |                          |                                    |  |  |  |  |  |  |  |                          |
|                            | Karel I. Ludvík Falcký               |  |                          |                                    |  |  |  |  |  |  |  |                          |
|                            |                                      |  |                          |                                    |  |  |  |  |  |  |  |                          |
|                            |                                      |  |                          | Alžběta Stuartovna                 |  |  |  |  |  |  |  |                          |
|                            |                                      |  |                          |                                    |  |  |  |  |  |  |  |                          |
|                            | Alžběta Šarlota Falcká               |  |                          |                                    |  |  |  |  |  |  |  |                          |
|                            |                                      |  |                          |                                    |  |  |  |  |  |  |  |                          |
|                            |                                      |  |                          | Vilém V. Hesensko-Kasselský        |  |  |  |  |  |  |  |                          |
|                            |                                      |  |                          |                                    |  |  |  |  |  |  |  |                          |
|                            | Šarlota Hesensko-Kasselská           |  |                          |                                    |  |  |  |  |  |  |  |                          |
|                            |                                      |  |                          |                                    |  |  |  |  |  |  |  |                          |
|                            |                                      |  |                          | Amálie Alžběta z Hanau-Münzenbergu |  |  |  |  |  |  |  |                          |
|                            |                                      |  |                          |                                    |  |  |  |  |  |  |  |                          |
| Filipína Alžběta Orleánská |                                      |  |                          |                                    |  |  |  |  |  |  |  |                          |
|                            |                                      |  |                          |                                    |  |  |  |  |  |  |  |                          |
|                            |                                      |  | Jindřich IV. Francouzský |                                    |  |  |  |  |  |  |  |                          |
|                            |                                      |  |                          |                                    |  |  |  |  |  |  |  |                          |
|                            | Ludvík XIII.                         |  |                          |                                    |  |  |  |  |  |  |  |                          |
|                            |                                      |  |                          |                                    |  |  |  |  |  |  |  |                          |
|                            |                                      |  |                          | Marie Medicejská                   |  |  |  |  |  |  |  |                          |
|                            |                                      |  |                          |                                    |  |  |  |  |  |  |  |                          |
|                            | Ludvík XIV.                          |  |                          |                                    |  |  |  |  |  |  |  |                          |
|                            |                                      |  |                          |                                    |  |  |  |  |  |  |  |                          |
|                            |                                      |  |                          | Filip III. Španělský               |  |  |  |  |  |  |  |                          |
|                            |                                      |  |                          |                                    |  |  |  |  |  |  |  |                          |
|                            | Anna Rakouská                        |  |                          |                                    |  |  |  |  |  |  |  |                          |
|                            |                                      |  |                          |                                    |  |  |  |  |  |  |  |                          |
|                            |                                      |  |                          | Markéta Habsburská                 |  |  |  |  |  |  |  |                          |
|                            |                                      |  |                          |                                    |  |  |  |  |  |  |  |                          |
|                            | Františka Marie Bourbonská           |  |                          |                                    |  |  |  |  |  |  |  |                          |
|                            |                                      |  |                          |                                    |  |  |  |  |  |  |  |                          |
|                            |                                      |  |                          | Gaspard de Rochechouart            |  |  |  |  |  |  |  |                          |
|                            |                                      |  |                          |                                    |  |  |  |  |  |  |  |                          |
|                            | Gabriel de Rochechouart de Mortemart |  |                          |                                    |  |  |  |  |  |  |  |                          |
|                            |                                      |  |                          |                                    |  |  |  |  |  |  |  |                          |
|                            |                                      |  |                          | Louise de Maure                    |  |  |  |  |  |  |  |                          |
|                            |                                      |  |                          |                                    |  |  |  |  |  |  |  |                          |
|                            | Madame de Montespan                  |  |                          |                                    |  |  |  |  |  |  |  |                          |
|                            |                                      |  |                          |                                    |  |  |  |  |  |  |  |                          |
|                            |                                      |  |                          | Jean de Grandseigne                |  |  |  |  |  |  |  |                          |
|                            |                                      |  |                          |                                    |  |  |  |  |  |  |  |                          |
|                            | Diana de Grandseigne                 |  |                          |                                    |  |  |  |  |  |  |  |                          |
|                            |                                      |  |                          |                                    |  |  |  |  |  |  |  |                          |
|                            |                                      |  |                          | Catherine de la Béraudière         |  |  |  |  |  |  |  |                          |
|                            |                                      |  |                          |                                    |  |  |  |  |  |  |  |                          |